# Maskformigt datanät

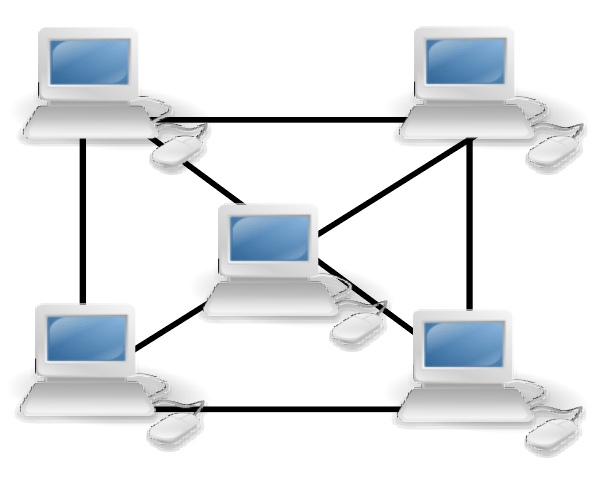

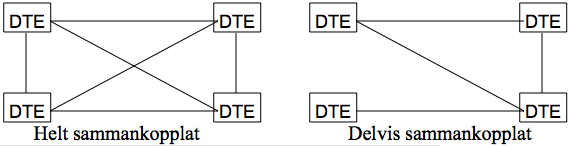
Maskformigtnätverk. Till vänster True-Mesh, till höger Mesh

Med ett maskformigt nätverk eller meshtopologi menas att varje förbindelse till en nod är en maska i datornätverket. Om man pratar om true-meshtopologier menar man nätverk där alla noder är förbundna med varandra.

## Fördelar
- Säkert nätverk då kabelbrott inte innebär nätverkshaveri

## Nackdelar
- Kräver större mängder kabel
- Kan ge okontrollerbara nätverksloopar
- Dyrt